# Jumapolo (plaats)
Jumapolo is een bestuurslaag in het regentschap Karanganyar van de provincie Midden-Java, Indonesië. Jumapolo telt 4858 inwoners (volkstelling 2010).